# Lahore
Lahore (لاهور) är Pakistans näst största stad och huvudstad i provinsen Punjab. Folkmängden uppgår till cirka 11 miljoner invånare. Staden ligger vid floden Ravi och gränsen mot Indien.

## Historia
Enligt den hinduiska legenden grundades Lahore av Loh, son till Rama, hjälten i det litterära verket Ramayana. 
Lahore blev definitivt en muslimsk stad i och med tillkomsten av Delhisultanatet. Under en del av Akbar den stores tid som stormogul var Lahore huvudstad i mogulriket (1584–1598). Under denna tid byggdes den stora befästningen Lahore Fort. Stormogulen Aurangzeb (död 1707) lät bygga stadens mest kända byggnadsmonument, nämligen Badshahi Masjid och Alamgiriporten.

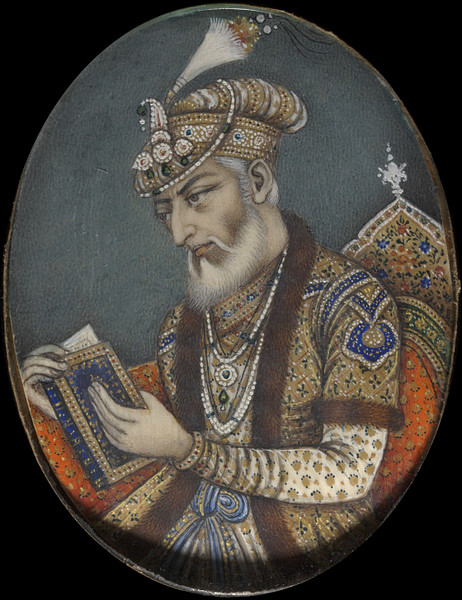
Aurangzeb var en stormogul som styrde det mesta av Indien och Pakistan 1662-1707.

### Stadens Sikh-period
Sikh-väldet i Lahore inleddes med Sikh Mislarnas invasionen och välde och varade till Sikhriket under Ranjit Singh, vilket upphörde 1849. Sikherna började få makt efter Mogulrikets nedgång i Punjab och bestod av en samling autonoma Punjabi Misler, som leddes av Misldare, främst i Punjabregionen.

### Brittiska styret

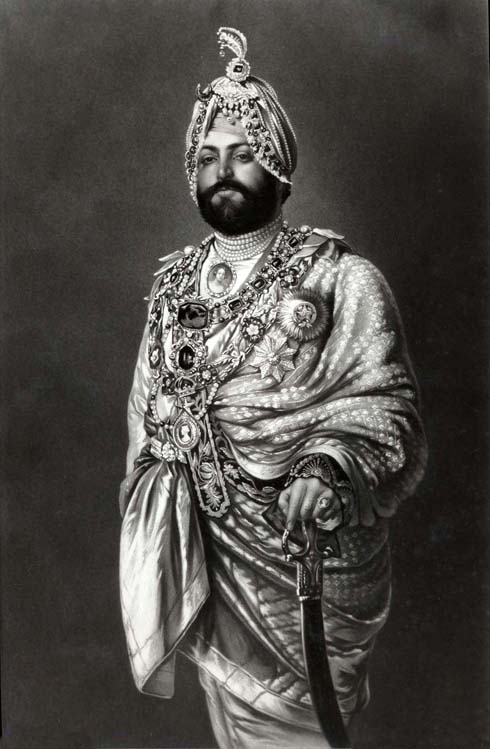
Maharajah Duleep Singh, Lahores siste sikhiske kejsare, klädd för ämbetsuppgifter omkring 1875.

Britterna hade länge varit i Indien och redan på 1760-talet så styrde det Brittiska Ostindiska kompaniet delar av Indien, år 1849 lyckades britterna besegra sikherna och Punjab blev en del av Brittiska Indien, åren 1849–1947 var Lahore under brittisk styre. År 1947 bestämde sig britterna att lämna Indien, då Indien skulle delas i två länder, Indien och Pakistan, så bestämde sig Earl Mountbatten att Lahore skulle gå till Pakistan.

## Staden av idag
Badshahi Masjid är en av världens största moskéer, och är belägen strax utanför det nordöstra hörnet av Lahores ringmur. Strax intill moskén ligger fortet. Roshnaiporten leder in till Shahi Mohallakvarteret, även känt som Hira Mandi, och det som utgör Lahores prostitutionskvarter. Strax bakom fortet ligger Mastiporten, och längs denna gata finner man en av stadens äldsta moskéer, Mariyam Zamanimoskén, uppkallad efter modern till stormogulen Djahangir.
Delhiporten vetter mot ringmurens östra sträckning och vägen mot Delhi. Innanför porten ligger Shahi Hammam, den gamla kungliga badanläggningen, och Wazir Khans moské, uppkallad efter guvernören i Punjab under Shah Jahan.
Lahore, en livlig stad i Pakistan, har många utbildnings-, industri- och ekonomiska centra. Staden är känd för sin livliga kommersiella aktivitet och erbjuder sina invånare en blandning av tradition och modernitet. Några av de viktigaste områdena som formar det dynamiska landskapet i Lahore är listade här